# Green Patch
Green Patch es un asentamiento en la Isla Soledad, en las Islas Malvinas, ubicado en la costa noreste, en la costa sur de la Bahía de la Anunciación, a pocos kilómetros al sureste de Puerto Soledad, en la bahía homónima. Se asoma hacia las islas Long y Hog.
El sitio era la ubicación de un experimento para tratar de remediar el desequilibrio propiedad de la tierra en las islas:

«En un esfuerzo por aliviar este problema de la dependencia [señala en el informe Shackleton], y en particular para ofrecer oportunidades a quienes necesitan su propia participación en la economía mediante la obtención de la tierra, la Falkland Islands Company vendió su tenencia Green Patch de 72.000 acres (290 km²), situada al norte de Stanley. Esta fue adquirida por el Gobierno de las Islas Falkland, subdividida en seis explotaciones distintas y en 1980 fue arrendada a los solicitantes con la opción de solicitar la posesión en plena propiedad después de veinte años.»